# Pematang Sapang
Pematang Sapang is een bestuurslaag in het regentschap Bengkulu Utara van de provincie Bengkulu, Indonesië. Pematang Sapang telt 885 inwoners (volkstelling 2010).